# Yunis Rzayev
 (juillet 2023).
Yunis Rzayev (en azéri : Yunis Qəhrəman oğlu Rzayev: né le 2 mai 1924 à Chichgaya, district de Yeni Beyazid au gouvernorat d'Iravan et mort le 24 janvier 1985 à Bakou,Azerbaïdjan) est une personnalité publique et homme d'État soviétique azerbaïdjanais.

## Biographie
Yunis Rzayev fait son service militaire de 1943 à 1946 et étudie dans une école politique.
En 1950-1953, il étudie à la faculté d'histoire de l'Université d'État d'Azerbaïdjan et est également diplômé de l'École supérieure du Parti du Comité central du Parti communiste d'Azerbaïdjan. En 1960-1962, il poursuit ses études à l'École supérieure du Parti auprès du Comité central du Parti communiste de l'ex-Union soviétique à Moscou.
Y.Rzayev est instructeur au sein du comité du Parti communiste d'Arménie dans district de Basarkechar.
En 1950, il est promu au poste de chef de département au sein du comité du parti du district de Basarkecher; à partir de 1953, il devient président du comité exécutif. En 1957, il est élu premier secrétaire du comité du parti du district de Krasnocelo.
En 1962-1963, Yunis Rzayev travaille comme organisateur du parti au département de la production de la ferme collective du district de Martuni,à présent Khojavend. De 1963 à 1965, il est secrétaire du comité du parti du département de la production de la ferme collective du district de Basarkechar. En 1965-1966, il travaille comme premier secrétaire du comité du parti du district de Basarkecher, en 1968-1970, comme vice-président du comité forestier d'État arménien.
De 1970 à 1973, Yunis Rzayev est  premier secrétaire du comité du parti du district de Chamakhi en Azerbaїdjan, et de 1973 jusqu'au 24 janvier 1985, il dirige le comité d'État de la viticulture et de la vinification.

## Décoration
- Ordre de Lénine
- Ordre de la Révolution d'Octobre
- 3 ordres de la Bannière Rouge du Travail
- Ordre de l'Insigne d'honneur
- 9 médailles